# Juno II
Juno II – amerykańska rakieta nośna powstała z pocisków IRBM Jupiter.
Trzykrotne nieudane próby wysłania aparatu kosmicznego typu Pioneer w kierunku Księżyca za pomocą rakiet Thor Able I, skłoniły uczonych amerykańskich do zmian technicznych w realizacji tego przedsięwzięcia. Postanowiono użyć czteroczłonowej rakiety Juno II.

## Budowa rakiety[2]
- Pierwszy człon stanowiła nieco zmodyfikowana rakieta typu Jupiter, o masie startowej 60 ton z silnikiem wytwarzającym ciąg o sile 68 T.
- Drugi człon stanowił zespół 11 rakiet typu Sergeant (Sierżant) o zmniejszonej długości, zasilanych paliwem stałym. Każda z tych rakiet miała średnicę 15,2 cm i długość 137 cm, a łączna ich masa była równa 327,3 kg. Zapas paliwa wystarczał na ich sześciosekundowe działanie. Rakiety te były umieszczone na zewnętrznym obwodzie cylindrycznego pojemnika o średnicy zewnętrznej 76 cm, wewnętrznej 31 cm i wysokości 137 cm.
- Trzeci człon rakiety Juno II stanowił zespół 3 rakiet Sergeant tego samego typu co w drugim członie, umieszczonych w kanale pojemnika drugiego członu i mający łączną masę 94 kg.
- Czwarty człon stanowiła pojedyncza rakieta Sergeant o jeszcze bardziej zmniejszonej długości, równej zaledwie 121 cm i masie 26,8 kg.

Rakieta Juno II miała w chwili startu z Ziemi długość 23 m i masę całkowitą 60,5 ton. 

## Chronologia
- 1 czerwca 1955: Przedstawienie projektu Jupiter i Thor. Zaakceptowanie obu. Jupiter zaprojektowany z możliwością wynoszenia statków.

- 8 sierpnia 1956: Zakończenie testów naziemnych – jednych z większych w historii programu kosmicznego USA.

- 1 listopada 1956: Marynarka Wojenna Stanów Zjednoczonych rezygnuje z pocisków Jupiter na rzecz pocisków UGM-27 Polaris.

- 26 listopada 1956: Siły Powietrzne Stanów Zjednoczonych przejmują projekt Jupiter.

- 15 stycznia 1958: Pierwsze pociski Jupiter w gotowości bojowej.

1. 6 grudnia 1958, 05:44:52 GMT; s/n AM–11; miejsce startu: Przylądek Canaveral (LC05), USA
Ładunek: Pioneer 3; Uwagi: start częściowo nieudany – pierwszy człon wyłączył się za wcześnie. Statek osiągnął wysokość 102 360 km, po czym spadł na Ziemię i spłonął w atmosferze[3].
2. 3 marca 1959, 05:10 GMT; s/n AM–14; miejsce startu: Przylądek Canaveral (LC05), USA
Ładunek: Pioneer 4; Uwagi: start udany
3. 16 lipca 1959, 17:37 GMT; s/n AM–16; miejsce startu: Przylądek Canaveral (LC05), USA
Ładunek: Explorer S-1; Uwagi: start nieudany – zniszczenie rakiety i ładunku ze względów bezpieczeństwa przez obsługę. 5,5 s po starcie utracono kontrolę nad rakietą
4. 15 sierpnia 1959, 00:31 GMT; s/n AM–19B; miejsce startu: Przylądek Canaveral (LC26B), USA
Ładunek: Beacon 2; Uwagi: start nieudany – przedwczesne wyłączenie się 1. stopnia rakiety
5. 13 października 1959, 15:30 GMT; s/n AM–19A; miejsce startu: Przylądek Canaveral (LC05), USA
Ładunek: Explorer 7; Uwagi: start udany
6. 23 marca 1960, 13:35 GMT; s/n AM–19C; miejsce startu: Przylądek Canaveral (LC26B), USA
Ładunek: S-46; Uwagi: start nieudany – nie odpalenie się 3. stopnia w wyniku braku łączności
7. 3 listopada 1960, 05:23 GMT; s/n AM–19D; miejsce startu: Przylądek Canaveral (LC26B), USA
Ładunek: Explorer 8; Uwagi: start udany
8. 25 lutego 1961, 00:13:16 GMT; s/n AM–19F; miejsce startu: Przylądek Canaveral (LC26B), USA
Ładunek: S-45; Uwagi: start nieudany – nie odpalenie się 3. stopnia
9. 27 kwietnia 1961, 14:16 GMT; s/n AM–19E; miejsce startu: Przylądek Canaveral (LC26B), USA
Ładunek: Explorer 11; Uwagi: start udany
10. 24 maja 1961, 19:48:05 GMT; s/n AM–19G; miejsce startu: Przylądek Canaveral (LC26B), USA
Ładunek: S-45A; Uwagi: start nieudany – nie odpalenie się 2. stopnia rakiety